# Alcmeone curvicornis
Alcmeone curvicornis är en insektsart som beskrevs av Carl Stål. Alcmeone curvicornis ingår i släktet Alcmeone och familjen hornstritar. Inga underarter finns listade i Catalogue of Life.